# 三氟甲磺酸银
三氟甲磺酸银，是三氟甲磺酸的银盐，化学符号AgOTf。

## 制备
三氟甲磺酸银最早由三氟甲磺酸钡和稀硫酸反应，得到三氟甲磺酸，再和碳酸银反应所得。
银盐通过在苯/四氯化碳或乙醚/四氯化碳溶剂中重结晶提纯，产率95%。
George Whitesides改进制法，用稀TfOH和氧化银反应，得到三氟甲磺酸银，产率98%。